# The Magic of Youth
 (mars 2015).
Si vous disposez d'ouvrages ou d'articles de référence ou si vous connaissez des sites web de qualité traitant du thème abordé ici, merci de compléter l'article en donnant les références utiles à sa vérifiabilité et en les liant à la section « Notes et références ».
Albums de The Mighty Mighty Bosstones
Pin Points and Gin Joints
(2009) While We're at It
(2018)
The Magic of Youth est le neuvième album du groupe américain de ska punk The Mighty Mighty Bosstones, originaire de Boston. L'album est sorti le 6 décembre 2011 sur le label Big Rig Records aux États-Unis et sur le label Rude Records pour la sortie en Europe.

## Titres de l'album
1. The Daylights (Dicky Barrett, Tim "Johnny Vegas" Burton, Joe Gittleman) - 2:21
2. Like a Shotgun (Barrett, Burton, Lawrence Katz) - 3:15
3. Disappearing (Barrett, Gittleman, Kevin Lenear) - 3:26
4. Sunday Afternoons on Wisdom Ave. (Barrett, Gittleman, Chris Rhodes) - 3:36
5. They Will Need Music (Barrett, Gittleman) - 3:45
6. The Package Store Petition (Barrett, Gittleman, Rhodes) - 3:12
7. The Horseshoe and the Rabbit's Foot (Barrett, Gittleman) - 3:57
8. The Magic of Youth (Barrett, Gittleman, Rhodes) - 3:10
9. The Upper Hand (Barrett, Gittleman, Burton) - 3:16
10. The Ballad of Candlepin Paul (Barrett, Gittleman, Lenear) - 3:24
11. Open and Honest (Barrett, Gittleman, Lenear) - 2:51
12. I Should Have Said Something (Barrett, Gittleman) - 2:44[1]

## Membres du groupe
- Dicky Barrett – voix
- Lawrence Katz – guitare
- Joe Gittleman – basse
- Joe Sirois – batterie
- Tim "Johnny Vegas" Burton – saxophone
- Kevin Lenear – saxophone
- Chris Rhodes – trombone
- Ben Carr – Bosstone